# Advección
Advección es la variación de un  escalar en un punto dado por efecto de un campo vectorial. Por ejemplo: el transporte de una sustancia contaminante por la corriente de un río; en meteorología, el proceso de transporte de una propiedad atmosférica, como el calor o la humedad, por efecto del viento; en oceanografía, el transporte de ciertas propiedades, como la salinidad, por las corrientes marinas. Tales propiedades tienen una distribución espacial.
El operador advección se expresa como el producto escalar del vector velocidad por el gradiente de la propiedad:
{\displaystyle {\overrightarrow {\mathbf {v} }}\cdot \nabla =u{\frac {\partial }{\partial x}}+v{\frac {\partial }{\partial y}}+w{\frac {\partial }{\partial z}}}
o {\displaystyle (u,v,w)} son los componentes de la velocidad {\displaystyle {\overrightarrow {\mathbf {v} }}} según las coordenadas {\displaystyle (x,y,z)}.
Sin embargo, en meteorología suele ser útil sustituir la coordenada vertical z por la de presión suponiendo la hipótesis hidrostática {\displaystyle \partial p=-\rho g\partial z}:
{\displaystyle {\overrightarrow {\mathbf {v} }}\cdot \nabla =u{\frac {\partial }{\partial x}}+v{\frac {\partial }{\partial y}}+\omega {\frac {\partial }{\partial p}}}
o
- {\displaystyle \omega =-v\rho g} es la velocidad vertical en coordenadas de presión;
- {\displaystyle p} es la presión;
- {\displaystyle \rho } es la densidad del fluido;
- {\displaystyle g} es la aceleración de la gravedad terrestre.

Por ejemplo, la advección de temperatura {\displaystyle T} estará expresada por: 
{\displaystyle {\overrightarrow {\mathbf {v} }}\cdot \nabla T}.